# إمارة برقة
إمارة برقة ظهرت إلى الوجود عندما أختير باجماع البرقاويين إدريس السنوسي من برقة إمارة مستقلة وبدستور مستقل من  في 1 مارس 1949 بدعم من المجتمع العربي والدولي كثامن دولة عربية.
أعلن الشعب البرقاوي السيد إدريس أمير برقة في «مؤتمر وطني» في بنغازي. وكان وجهاء اقليم طرابلس رفضوا تكوين اتحاد مع دولة برقة ، لكن ضغوط من امريكا و بريطانيا وفرنسا اجبر الطرابلسيين على الرضوخ.
وتم اعداد قرار لاستقلال ليبيا صدر في 21 نوفمبر 1949. ليُعلن استقلال المملكة الليبية المتحدة في 24 ديسمبر عام 1951، وبتاريخ 27 ديسمبر، تم تتويج الأمير إدريس ليصبح الملك إدريس الأول. فيما ظلت حدود امارة برقة الإدارية من مساعد، حتى بويرات لحسون هي ذاتها حدود ولاية برقة بعد استقلال ليبيا مكونة إحدى الولايات الثلاث في المملكة الليبية المتحدة.
اعتمد العلم الأسود مع رمز النجمة البيضاء والهلال من قبل البرلمان الليبي، وأصبح العلم أساس علم ليبيا المستقلة لعام 1951، مع إضافة القطاعين الأحمر والأخضر، وهو ما يمثل دماء شهداء برقة والازدهار الذي ينتظر الدولة.
وتم اختيار  الأمير إدريس بصفته ملكا على ليبيا المتحدة باجماع الأمة في الاقاليم الثلاث ، واعتمد لواء الإمارة كرمز لرأس الدولة، مع إضافة تاج أبيض في الجزء العلوي.
في 6 مارس 2012، انعكاسا لأحداث 63 عاماً مضت، عقد اجتماع من نوع مماثل في بنغازي، دُعي فيه إلى مزيد من الحكم الذاتي والفدرالية لبرقة. وأعلن أحمد الزبير السنوسي، وهو سجين سياسي سابق وقريب للملك إدريس، كرئيس لـ«مجلس إقليم برقة الانتقالي».

## انظرأيضاً
- البرلمان البرقاوي
- الدستور البرقاوي
- برقة